# Isabella, contessa di Atholl
Isabella, contessa di Atholl (... – 1235 circa), è stata una nobile scozzese.

## Biografia
Non molto è noto della vita di Isabella. Si sa con certezza che era la figlia maggiore di Henry, conte di Atholl, e alla morte del padre all'incirca nel 1210 ereditò il feudo in assenza di altri eredi maschi. La sua eredità fu contestata dalla sorella minore Forflissa, che la citò in giudizio; il processo venne mediato da re Alessandro II di Scozia, che in una seduta del Parlamento scozzese decretò la giustezza del reclamo di Isabella.
Si sposò con Thomas di Galloway, grande feudatario normanno appartenente al potente clan Galloway, e da lui ebbe un figlio, Patrick. Isabella e Thomas effettuarono alcune donazioni ai monaci dei propri feudi durante gli anni 1220, ma nient'altro si sa di loro in questo periodo. Thomas dovette morire all'incirca nel 1231, poiché nel 1232 durante un concilio tenuto tra Isabella, la madre Margaret e il feudatario Walter Comyn ella risultava già vedova.
Da molti resoconti pare che Isabella si fosse presto risposata con Alan Durward, magnate allora in ascesa nella politica scozzese, tesi che parrebbe avvalorata dal fatto che egli nel periodo 1233-35 si titolasse conte di Atholl jure uxoris. Alcuni studiosi tuttavia dubitano della veridicità di tale unione, ritenendola un'interpretazione errata delle cronache coeve.
Isabella morì tra il 1232 e il 1237, quando il figlio Patrick risultava già conte di Atholl. Alan Durward, fosse stato o meno marito di Isabella, provò a contestare la successione di Patrick alla contea di Atholl, ma senza successo.

## Discendenza
Isabella si sposò certamente con Thomas di Galloway prima della sua ascesa a contessa, e da lui ebbe un figlio: Patrick, conte di Atholl.
Rimasta vedova, alcuni sostengono che si sarebbe risposata con Alan Durward, al quale avrebbe dato anche una figlia, Lora Durward. Alcune ricerche tuttavia dubitano di questa seconda unione, considerando inesistente anche la figlia avuta da essa.